# Lincoln Corsair
Lincoln Corsair — компактний кросовер американської компанії Lincoln, підрозділу Ford Motor Company.

## Опис

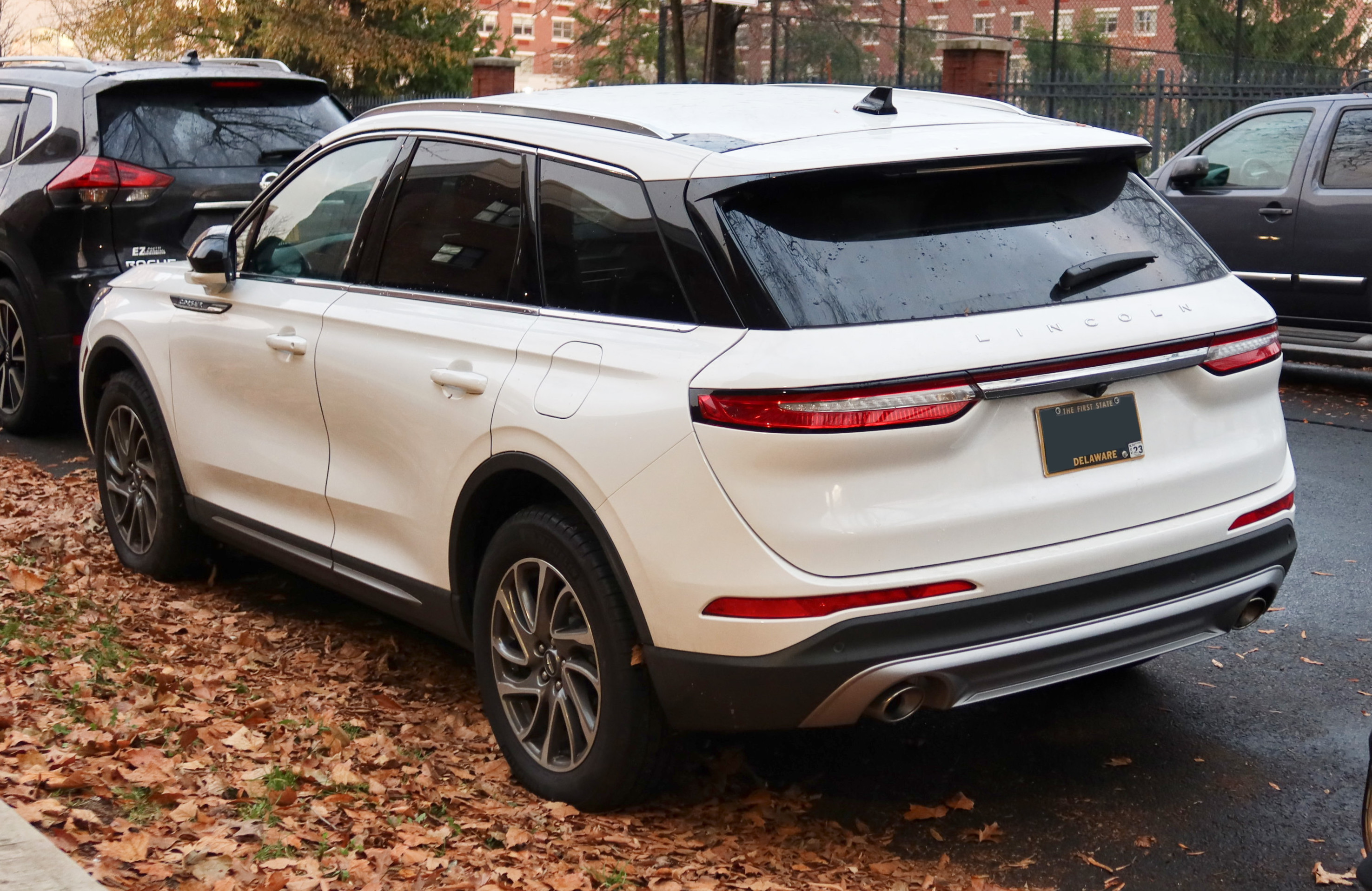
Lincoln Corsair (2019-2023)

На міжнародному автосалоні в Нью-Йорку в квітні 2019 року дебютував компактний кросовер Lincoln Corsair, спадкоємець Lincoln MKC, побратим паркетника Ford Kuga/Escape нового покоління. Глобальна платформа С2 дозволила машині не тільки поліпшити керованість і підняти жорсткість кузова, але і підтягнути електроніку. Серед плюсів Корсара названі стандартний комплекс систем безпеки Lincoln Co-Pilot360 і технологія «Телефон як ключ». Вона дає можливість не тільки відкривати і запускати машину, але і створювати персональний профіль налаштувань безлічі систем, автоматично активується при вході. При крадіжці або втраті телефону функцію можна віддалено скасувати.
Інженери оснастили Корсар двома чотирициліндровими двигунами EcoBoost: 2.0 на 253 к.с. (373 Нм) і 2.3 на 284 к.с. (420 Нм). Обидва поєднуються з восьмидіапазонним «автоматом». З кожним з моторів можна отримати повний привід. У ньому при нормальних умовах тяга йде на передню вісь, заради економії палива, а в разі необхідності перекидається назад.

### Рестайлінг 2023

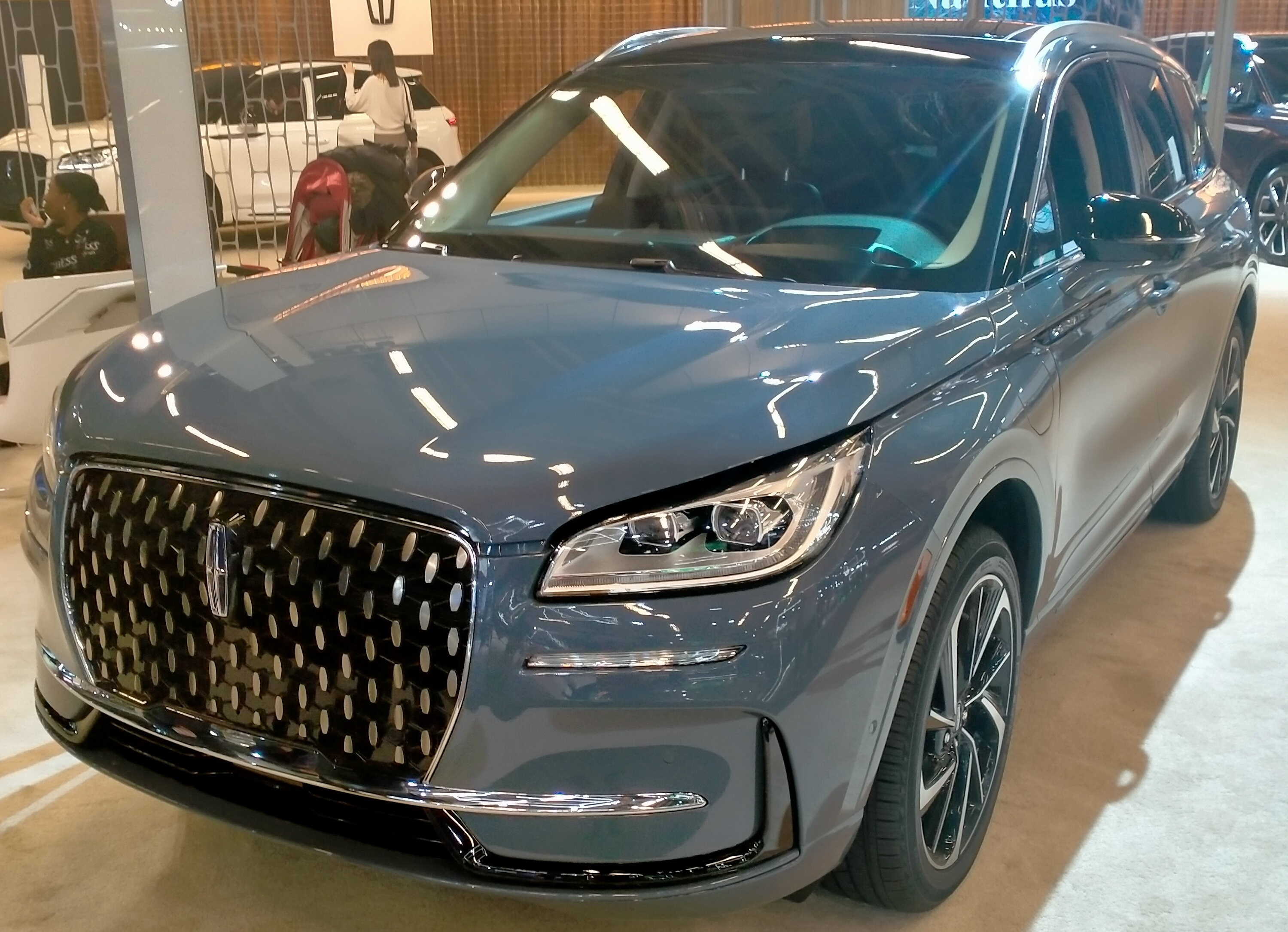
Lincoln Corsair (з 2023)

12 вересня 2022 року було представлено оновлений Corsair для північноамериканського ринку 2023 модельного року. 
Зміни включають оновлений зовнішній стиль з новою більшою решіткою радіатора та світлодіодними денними ходовими вогнями, нові кольори кузова. Інтер'єр отримує більший 13,2-дюймовий сенсорний екран із програмним забезпеченням Sync 4, де тепер розташовані елементи керування системою опалення, вентиляції та кондиціонування повітря, 12,3-дюймова повністю цифрова панель приладів тепер є стандартною, а також доступні нові варіанти оббивки. 
Він доступний з розширеною системою допомоги водієві на шосе Lincoln ActiveGlide з безконтактним керуванням.  
Варіант з 2,3-літровим двигуном було виключено, тоді як стандартний 2,0- літровий двигун та плагін-гібрид залишаються.  
Базова комплектація Standard була перейменована на Premiere, тоді як комплектації Reserve та виключно гібридна версія Grand Touring залишаються. 
Фейсліфтинг для китайського ринку має унікальні передню та задню частини.

## Двигуни
- 2.0 L EcoBoost turbo I4 253 к.с. (373 Нм)
- 2.3 L EcoBoost turbo I4 299 к.с. (515 Нм)
- 2.5 L Duratec I4 (plug-in hybrid)

## Продажі
| рік  | США    | Китай |
| ---- | ------ | ----- |
| 2019 | 25,815 |       |